# Polyalthia angustissima
Polyalthia angustissima este o specie de plante din genul Polyalthia, familia Annonaceae, descrisă de Henry Nicholas Ridley. Conform Catalogue of Life specia Polyalthia angustissima nu are subspecii cunoscute.